# NGC 220
NGC 220 est un amas ouvert dans le Petit Nuage de Magellan (PNM) situé dans la constellation du Toucan. NGC 220 est à peu près à la même distance de nous que le PNM, soit 199 000 années-lumière. Cet amas ouvert a été découvert par l'astronome écossais James Dunlop le 8 janvier 1826.